# Rainbow Loom

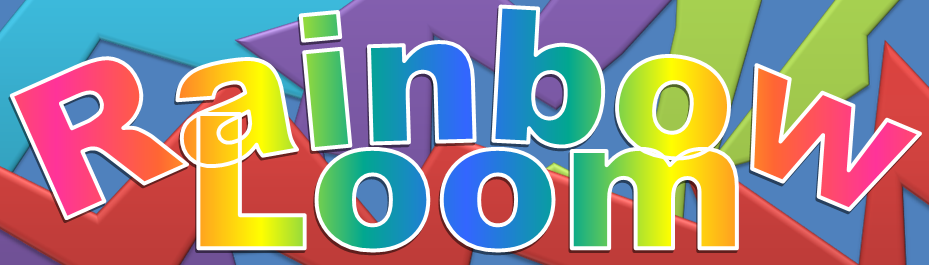
Официальный логотип

Rainbow Loom — игрушечный станок, который делает удобным плетение с помощью разноцветных резинок, разные сложные изделия, от браслетов до игрушек. Был впервые сделан Чонг Чуном Нг в городе Нови, штате Мичиган, США. По состоянию на сентябрь 2013 года было продано более 1,2 миллионов единиц.

## Описание

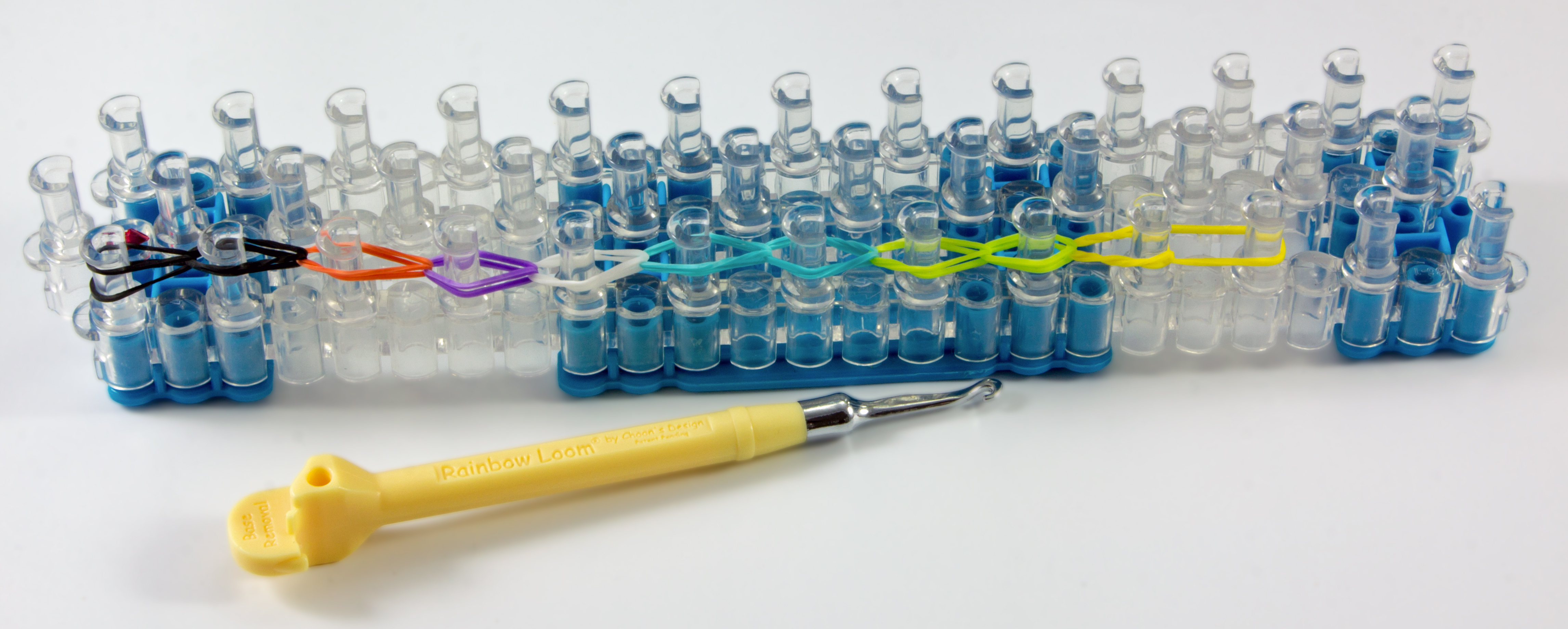
Игрушечный станок Rainbow Loom с крючком

Устройство представляет собой пластиковую «доску с колышками», 51 мм в ширину и 200 мм в длину. На колышки можно нацеплять маленькие резинки, растягивать их и сцеплять их друг с другом с помощью специального крючка, создавая петли. Сама доска состоит из трёх рядов колышек, которые можно разъединять и переставлять в другом направлении. Каждый колышек имеет пустое пространство с одной стороны, которое облегчает возможность поддевания резинки крючком снизу.

## История

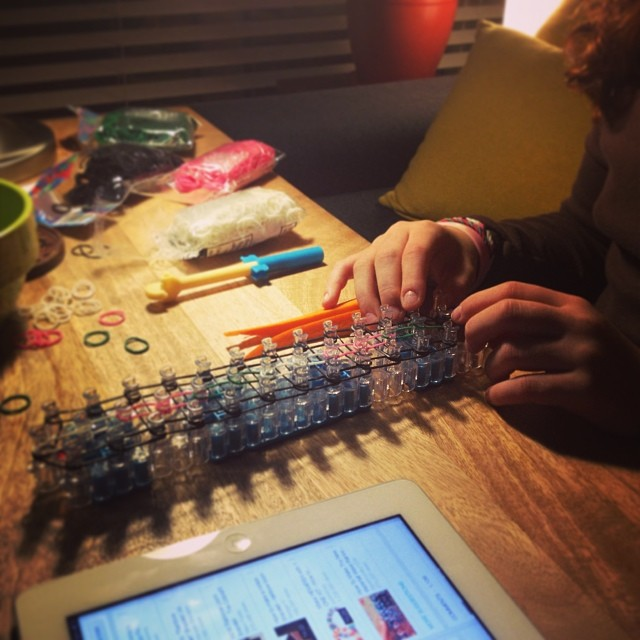
Девушка создаёт изделие, руководствуясь видео-уроком из интернета

Изобретателем Rainbow Loom является Чонг Чун Нг, иммигрант из Малайзии китайского происхождения, который переехал в соединённые штаты в 1991 году на учёбу в Уичитский государственный университет где получил образование в области машиностроения. В 2010 году, он работал инженером и занимался аварийным испытанием машин компании  Nissan Motor Company, также наблюдал, как его дочери делают ювелирные изделия из маленьких резинок, но имеют трудности с выполнением узлов. Тогда Чонг при поддержке жены решает сделать прототип игрушечного ткацкого станка, который он назвал Twistz Bandz и представлял собой деревянную доску с гвоздями, а роль крюка выполнял стоматологический инструмент. Воодушевлённый своим изобретением, Чонг решает выпустить его на рынок, вкладывает 10000 долларов и нанимает китайскую компанию для производства игрушек, которые изначально назывались Twistband, однако было обнаружено, что на рынке уже выпускается продукция (резинки для волос) с таким названием, тогда брат и племянница Чонга предложили переименовать игрушку в Rainbow Loom.
В первое время детские станки пользовались крайне малой популярностью и проект оказался на грани провала, тогда Чонг решает создать сайт с обучающем видео, где его дочь и племянница демонстрировали разные изделия из резинок и как их делать, что привелo к взлёту продаж игрушек, которыми заинтересовалась компания по производству игрушек и ремесленных изделий Learning Express Toys. В июне 2013 года Michaels, розничная сеть декоративно-прикладного искусства в рамках эксперимента открыла продажу игрушек в 32-х местах, к августу того же года, игрушка продавалась уже в 1100 магазинах на территории США. В среднем игрушка стоит 15-17 долларов.
Чонг разместил склады игрушек рядом со своим домом, чтобы лично наблюдать за торговлей своих изделий.
В 2013 году Чонг при сотрудничестве компаний The Beadery и Toner Plastics разработал новую версию Rainbow Loom, которые стали массово продаваться сетью магазинов Wal-Mart, в апреле 2014 года свой выпуск начал уменьшенный вариант Rainbow Loom — Monster Tail. С 2014 года станки стали распространяться за пределы США и завоевали большую популярность на территории Германии.

## Популярность

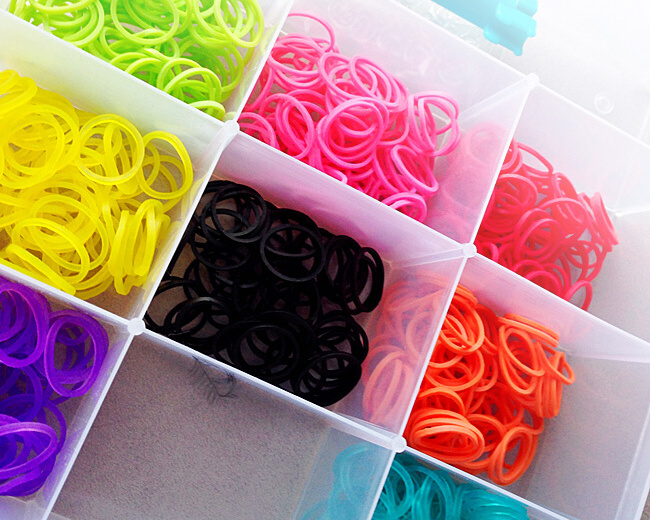
Разноцветные резинки, используемые для создания украшений с помощью Rainbow Loom

Rainbow Loom ориентирован на детей от 8 до 14 лет и по версии журналов The New York Times и Today стал особенно популярным в летних лагерях и летних клубах в 2013 году. Дети школьного возраста стали массово создавать и обмениваться фенечками, а также выкладывать в интернет тысячи обучающих видео. По данным на октябрь 2013 года официальная страница на канале youtube — Rainbow Loom с 66 обучающими видео набрала 4 миллиона просмотра. В ноябре 2013 года в Орфилде, Пенсильвания в одной из школ проходил благотворительный марафон среди учеников третьих классов по плетению браслетов для больных раком.
По состоянию на ноябрь 2013 года было продано 1,2 игрушек Rainbow Loom. Она также вошла в тройку самых продаваемых игрушек за 2013 год по версии Cyber Monday Awards и самой популярной игрушкой в поисковике Google в 2013 году. По версии BBC News, игрушка стала одной из самых популярных в мире.
В октябре 2013 года в городе Нью-Йорк в школах ввели запрет на ношение браслетов от Rainbow Loom, по заявлению школьных сотрудников, браслеты отвлекают детей от учёбы и становятся причиной конфликтов на переменах и детских площадках. Также запрет на ношение браслетов ввели в двух школах в Орландо, Флориде.Браслеты (фенечки) от Rainbow Loom носили такие известные личности, как Кейт Миддлтон, кронопринцесса Швеции Виктория, Эмма Уотсон, король испании Филипп VI, Джулия Робертс, Майли Сайрус, Дэвид Бекхэм и папа римский Франциск.

## Опасность
По мнению врачей резинками могут подавиться маленькие дети, поэтому необходим надзор старших.
В прессу попала новость о том, что у мальчика испортилось зрение после того, как брат попал резинкой прямо по его глазу. Также у другого ребёнка чуть не начался некроз пальца после того, как он пошёл спать, туго натянув резинку на него. Вопрос также возникает из-за состава самих резинок, так как материал не гниёт, он может загрязнять почву, также материал не пригоден для вторичной обработки. Так как материал содержит токсины, его не рекомендуется жевать во рту, так как он может навредить дёснам.

## Права
Чонг Чун впервые подал заявку на патент игрушки Rainbow Loom в ведомство по патентам и товарным знакам США в 2010 году и получил его 16 июля 2013 года под номером 8,485,565. Чонг получил второй патент 1 апреля 2014 года под номером 8,684,420.
В августе 2013 года Чонг подал в суд на компании Zenacon LLC, die LaRose Industries LLC и Toys «R», которые выпускали и распространяли идентичные игрушки под торговыми марками FunLoom и Cra-Z-Loom, не признавая их схожесть с Rainbow Loom.

## Галерея

Изделия, созданные с помощью Rainbow Loom
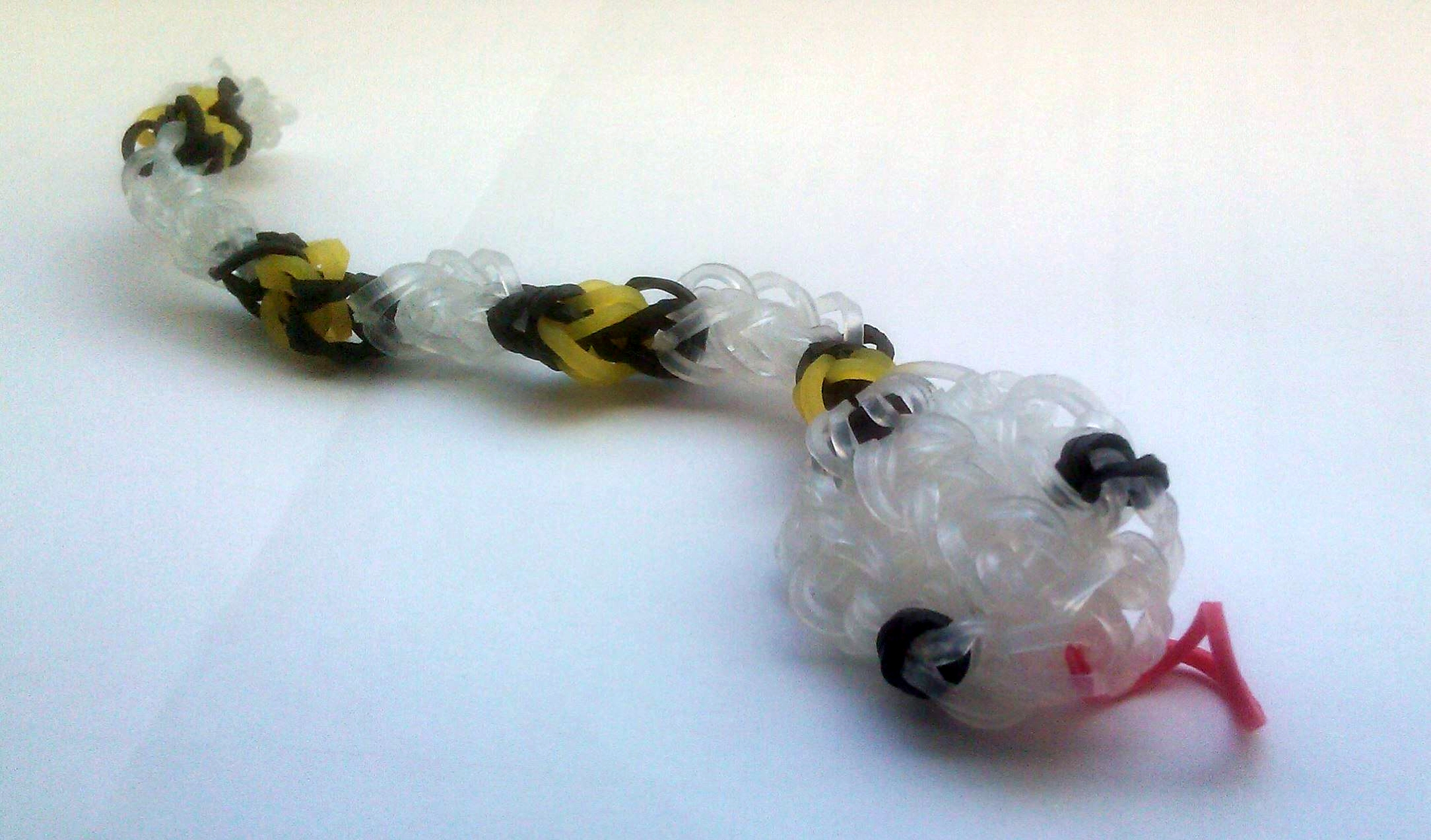
Змея
Мороженое
Браслет
Браслет
Браслет
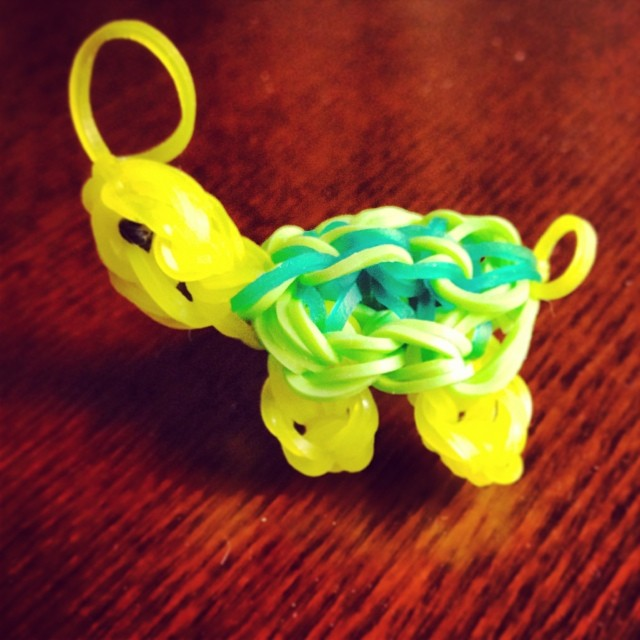
Черепашка
Скрипичный ключ
Браслет
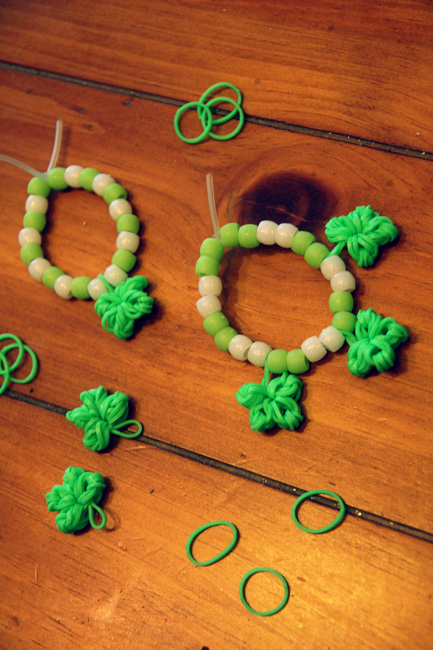
Браслеты